# Château du Petit Pommier
Le château du Petit Pommier est un château situé à Lançon-Provence, dans les Bouches-du-Rhône en France. 
Le château fait l’objet d’une inscription partielle au titre des monuments historiques depuis le 28 octobre 1980.